# Associationsexemplar
Associationsexemplar kallas i den antikvariska bokhandeln en bok eller annan trycksak där en dedikation, handskrivna rättelser, tillägg, exlibris, bilagda brev eller annat visar på en anknytning till en känd eller i sammanhanget betydande person, exempelvis en vän till bokens författare. 
Associationsexemplar kan i ett antikvariat betinga mångdubbla priset jämfört med ett "normalexemplar".